# Антоан-Жером Балар
Антоан-Жером Балар (на френски: Antoine-Jérôme Balard) е френски фармацевт, химик и професор, член на Академията на науките. Роден е на 30 септември 1802 г. в Монпелие. Докато изучава саламурите(солниците) в средиземноморието през 1826 г. той открива нов елемент, който нарича „мурид“ (от лат. muria „саламура“); Гей-Люсак скоро го преименува на бром.
През януари 1851 г. той влиза в Академията на науките на Колеж дьо Франс, но започва да чете курс едва през февруари 1856.[ неясно? ]